# Siedlinghausen
Siedlinghausen is een dorp in het Sauerland. Het valt onder de gemeente Winterberg in het Hochsauerlandkreis. Dat is in Duitsland. Er wordt een Nederduits dialect gesproken, het Westfaals.
Siedlinghausen ligt 10 km ten noorden van de Kahler Asten.

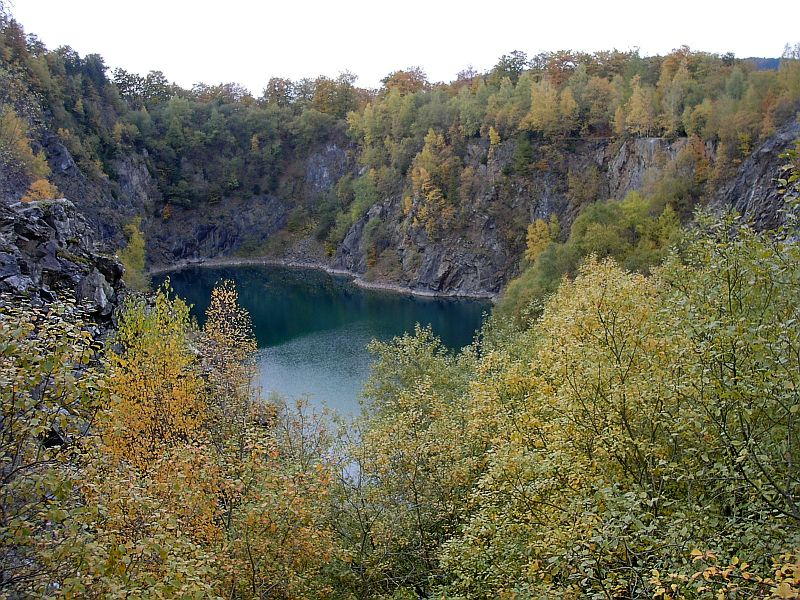
Het meer van de Meisterstein bij Siedlinghausen
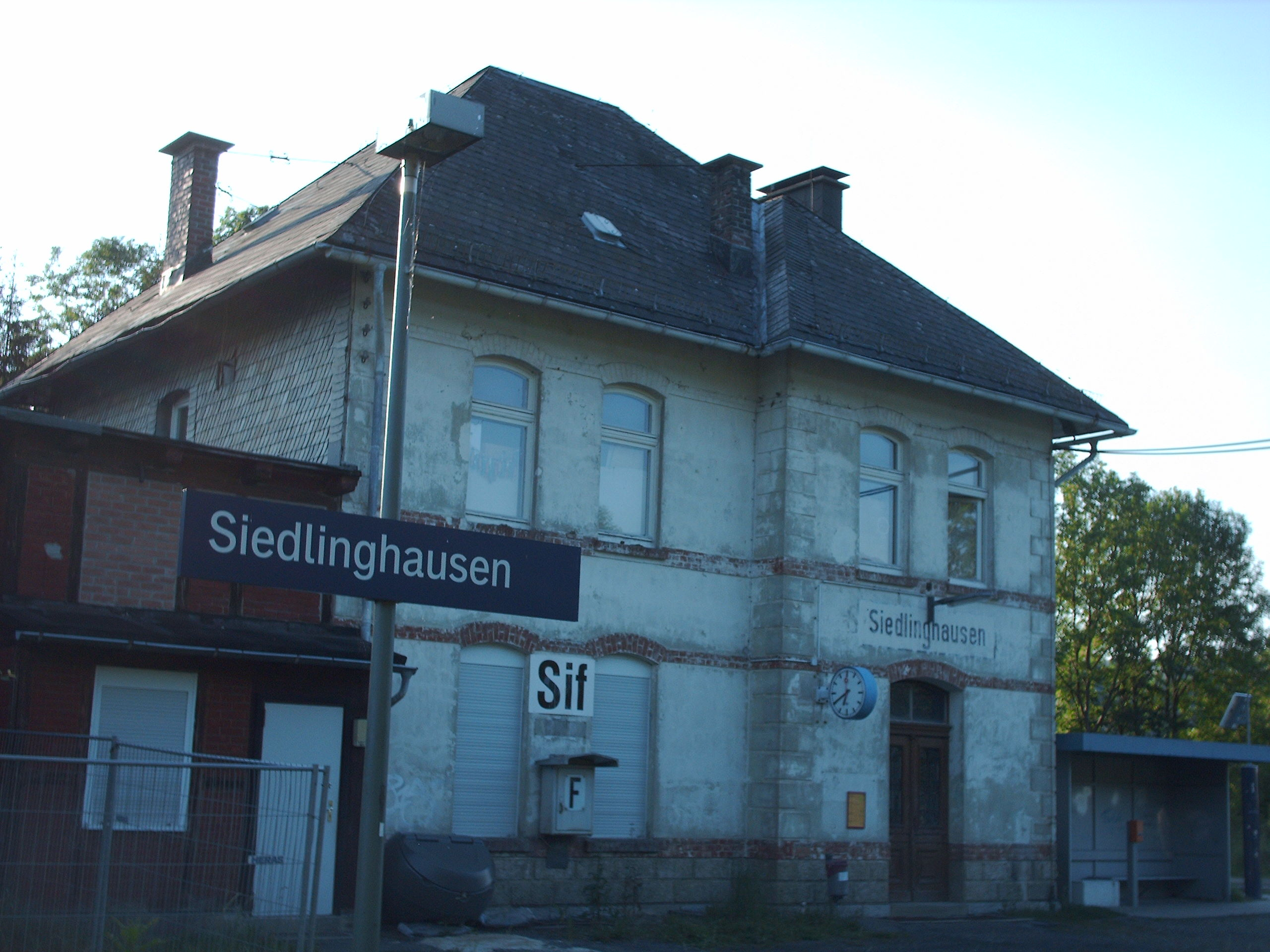
Station Siedlinghausen
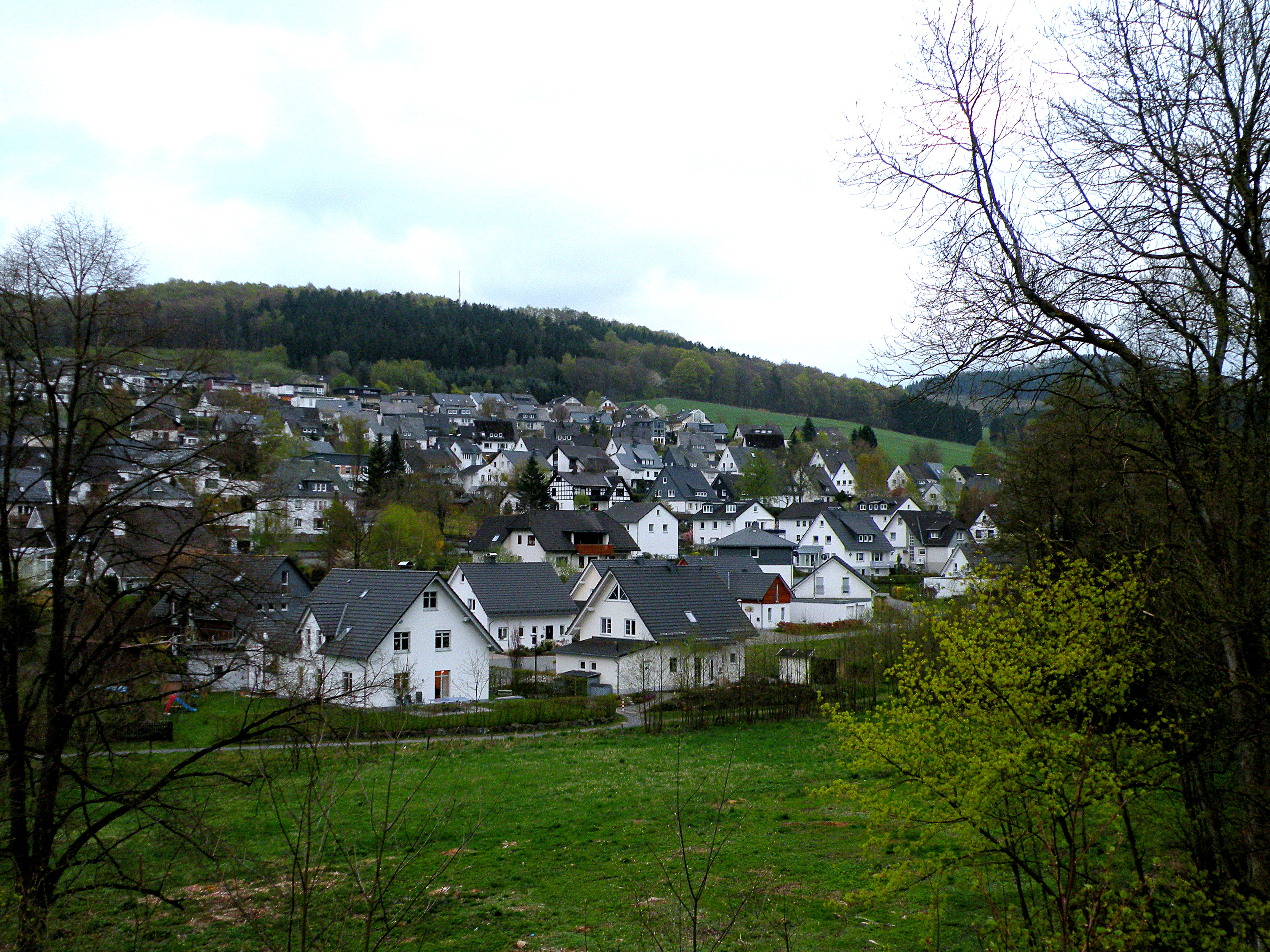
Dorp Siedlinghausen